# Phaio albicincta
Phaio albicincta är en fjärilsart som beskrevs av William Schaus 1896. Phaio albicincta ingår i släktet Phaio och familjen björnspinnare. Inga underarter finns listade i Catalogue of Life.